# Высокоориентированный пиролитический графит
Высокоориентированный пиролитический графит (ВОПГ, highly oriented pyrolytic graphite, HOPG) — высокоориентированная форма пиролитического графита с угловым отклонением c-оси от нормали к базовой плоскости меньше чем 1 градус. ВОПГ обычно производится обжигом при 3300 K.
ВОПГ ведёт себя как очень чистый металл. Хорошо отражает свет и является хорошим проводником электричества, но очень ломкий. ВОПГ часто используется как подложка в микроскопических исследованиях. ВОПГ также используется в качестве эталона длины нанометрового диапазона для калибровки сканеров сканирующего туннельного микроскопа и атомно-силового микроскопа. ВОПГ является материалом для изготовления графена методом механического отслоения.